# 26A busz (Ózd)
Az ózdi 26A jelzésű autóbusz egy helyi járat volt, ami az Autóbusz-állomás és Somsály (forduló) között közlekedett, kizárólag tanítási napokon. A járatot a Borsod Volán üzemeltette.

## Megállóhelyei
Az átszállási kapcsolatok között az azonos, de hosszabb útvonalon közlekedő 26-os busz nincs feltüntetve.
| 0  | Autóbusz-állomás végállomás          | 23 | 1A, 2, 2A, 2T, 4, 7, 8, 8A, 12A, 12AT, 20A, 20AT, 22, 33, 33A 4140, 4145, 4147, 4148, 4150, 4151, 4153, 4155, 4157, 4158, 4160, 4180, 4185, 4186 |
| 1  | Gyújtó tér                           | 22 | 2, 2A, 2T, 4, 7, 8, 8A, 12, 12A, 12AT, 12T, 20, 20A, 20AT, 20T, 21, 22                                                                           |
| 3  | Városház tér                         | 20 | 2, 2A, 2T, 12, 12A, 12AT, 12T, 20, 20A, 20AT, 20T, 21 4185, 4186                                                                                 |
| 5  | Bolyoki elágazás                     | 18 | 2, 2A, 2T, 12, 12A, 12AT, 12T, 20, 20A, 20AT, 20T, 21 4185, 4186                                                                                 |
| 7  | Béke szálló                          | 16 | 4180, 4185 |
| 8  | Lam utca                             | 15 | |
| 9  | Profil Kft. (Hódoscsépány)           | 14 | |
| 10 | Nyárjasalja utca (Hódoscsépány)      | 12 | |
| 12 | Profil Kft (Hódoscsépány)            | 11 | |
| 13 | Hódos vendéglő (Hódoscsépány)        | 10 | 4180, 4185 |
| 15 | Somsályi elágazás                    | 8  | 4180, 4185 |
| 17 | Deák Ferenc utca 108. (Hódoscsépány) | 6  | |
| 19 | Erzsébet telep (Somsály)             | 4  | |
| 20 | Akna utca 10. (Somsály)              | 3  | |
| 21 | Vörösmarty utca (Somsály)            | 2  | |
| 23 | Somsály (forduló) végállomás         | 0  | |